# Juncus pictus
Juncus pictus är en tågväxtart som beskrevs av Ernst Gottlieb von Steudel. Juncus pictus ingår i släktet tåg, och familjen tågväxter. Inga underarter finns listade i Catalogue of Life.